# Seznam pražských tramvají pojmenovaných po osobnostech
Seznam pražských tramvají pojmenovaných po osobnostech představuje přehled všech tramvají typu Škoda 15T, jež se Dopravní podnik hlavního města Prahy rozhodl pojmenovat a pokřtít po některé z osobností, jež ovlivnily veřejnou dopravu, nebo patřily mezi zaměstnance tohoto dopravce. Podle plánů představitelů podniku by své jméno mělo během roku pravidelně získat vždy tři až pět tramvají.
| Osobnost                 | Evidenční číslo vozu | Fotografie vozu | Datum křtu        | Odkaz na Commons                                    |
| ------------------------ | -------------------- | --------------- | ----------------- | --------------------------------------------------- |
| Václav Pšenička          | 9400                 |                 | 9. února 2017     |                                                     |
| František Kardaus        | 9355                 |                 | 25. března 2017   |                                                     |
| Matěj Hlaváček           | 9397                 |                 | 13. června 2017   | Kategorie „Tram 9397 (Prague)“ na Wikimedia Commons |
| František Křižík         | 9391                 |                 | 10. července 2017 |                                                     |
| František Pelikán        | 9342                 |                 | 1. září 2017      | Kategorie „Tram 9342 (Prague)“ na Wikimedia Commons |
| Eustach Mölzer           | 9278                 |                 | 7. listopadu 2018 | Kategorie „Tram 9278 (Prague)“ na Wikimedia Commons |
| František Ringhoffer IV. | 9374                 |                 | 6. března 2020    |                                                     |
| Alois Píbl               | 9280                 |                 | 3. srpna 2020     | Kategorie „Tram 9280 (Prague)“ na Wikimedia Commons |
| František Jansa          | 9298                 |                 | 4. srpna 2021     |                                                     |
| Jan Kotěra               | 9323                 |                 | 19. prosince 2021 | Kategorie „Tram 9323 (Prague)“ na Wikimedia Commons |
| Pavel Fojtík             | 9403                 |                 | 20. září 2023     |                                                     |
| Lubomír Kysela           | 9419                 |                 | 20. září 2023     | Kategorie „Tram 9419 (Prague)“ na Wikimedia Commons |